# Église Sainte-Colombe de Lalinde
Pour les articles homonymes, voir Église Sainte-Colombe.
L'église Sainte-Colombe est une église catholique située à Lalinde, en France.
Elle fait l'objet d'une protection au titre des monuments historiques.

## Localisation
Entourée de son cimetière, l'église est située dans le département français de la Dordogne, sur la commune de Lalinde, au cœur du village de Sainte-Colombe, ancienne commune réunie à Lalinde à la Révolution.

## Historique
D'abord inscrit en 1988, l'édifice est ensuite classé au titre des monuments historiques en 2002.

## Galerie

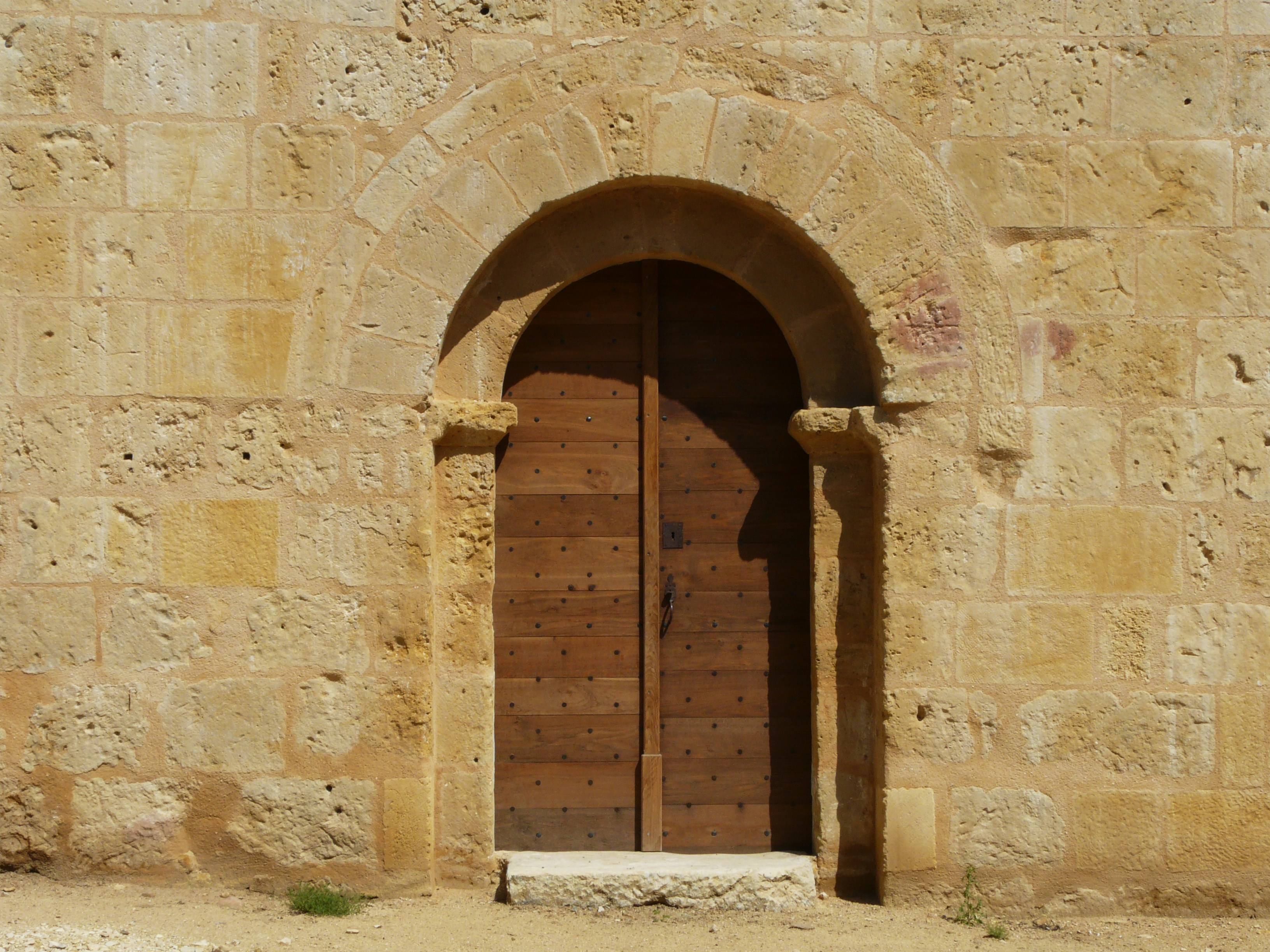
Le portail ouest.
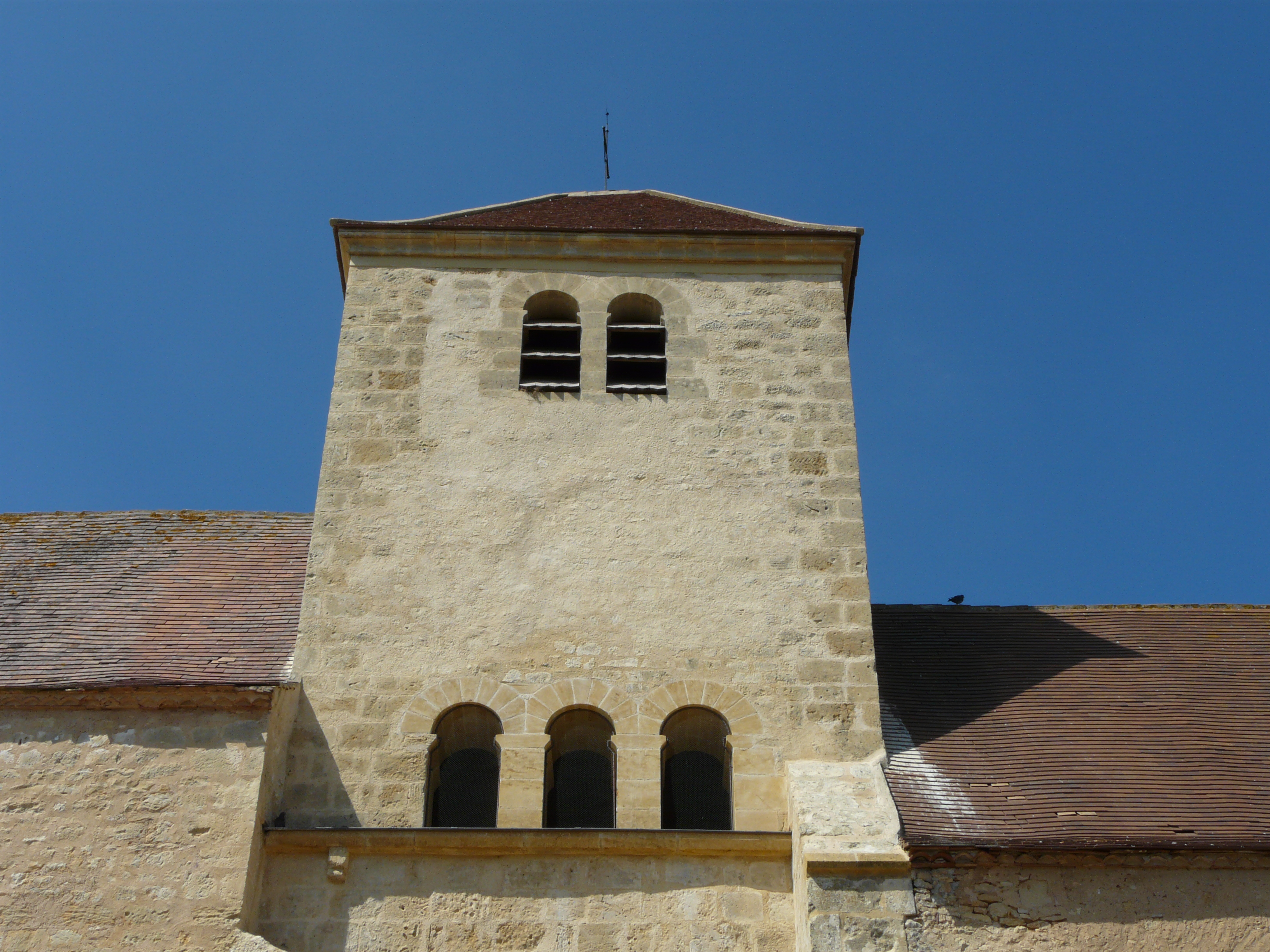
Le clocher.
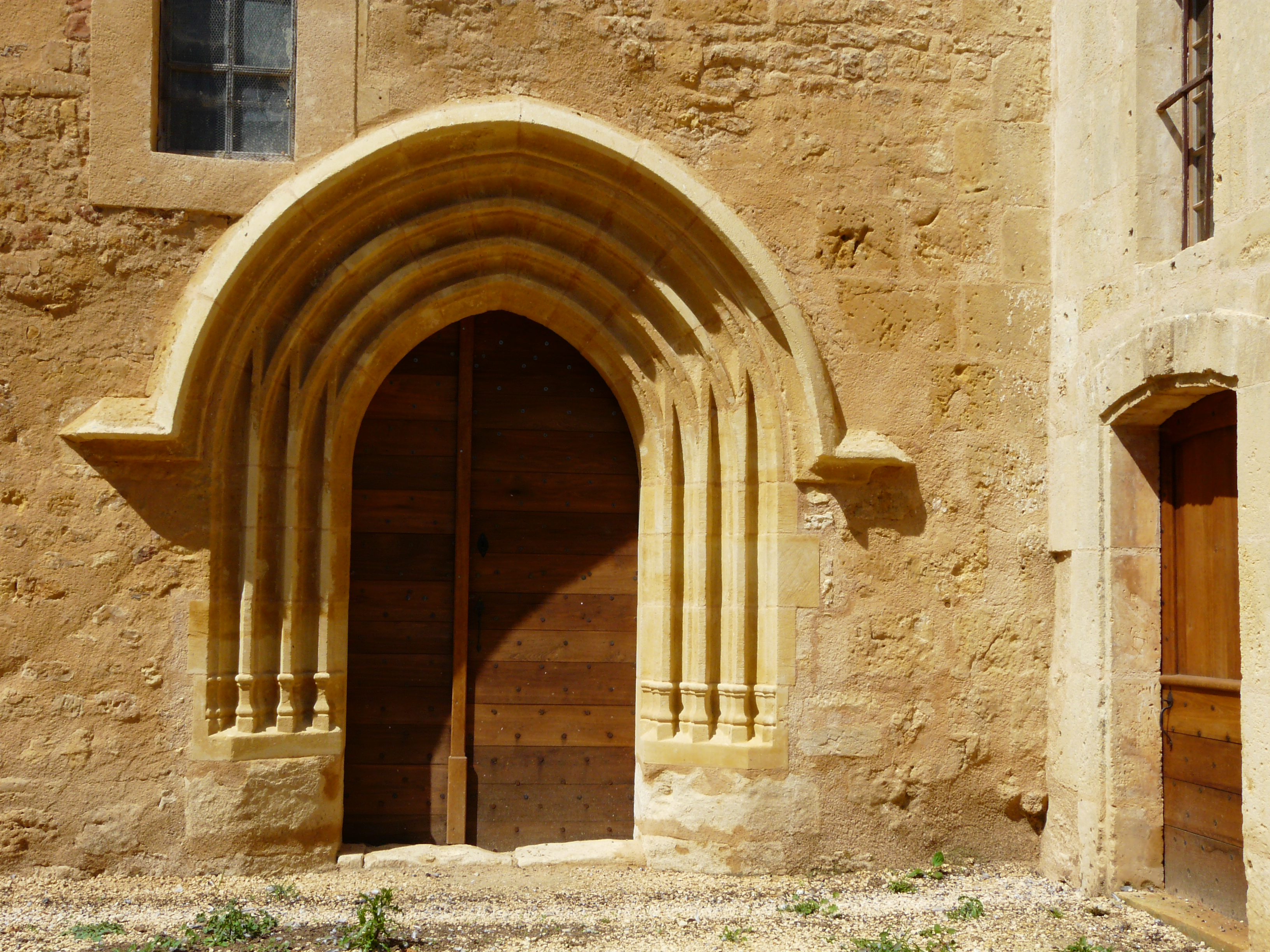
Le portail sud.